# Hematoxylon campechianum
O campeche ou pau-de-campeche (Hematoxylon campechianum) é uma árvore espontânea da América Central.
Conforme o mordente com o qual era usado assim se podia obter lã roxa, algodão e lã azul ou preta, e seda púrpura ou preta. Continua ainda a ser utilizado para tingir a seda de preto.
O campeche, Haematoxylon campechianum, da familia Fabaceae, é uma árvore de onde se retira uma madeira dura e pesada, incolor enquanto fresca mas que se torna vermelha com o ar. O corante é obtido por fermentação da madeira, que deve estar previamente na forma de pasta ou aparas.
O principal corante é a hematoxilina.